# Melchor Ocampo

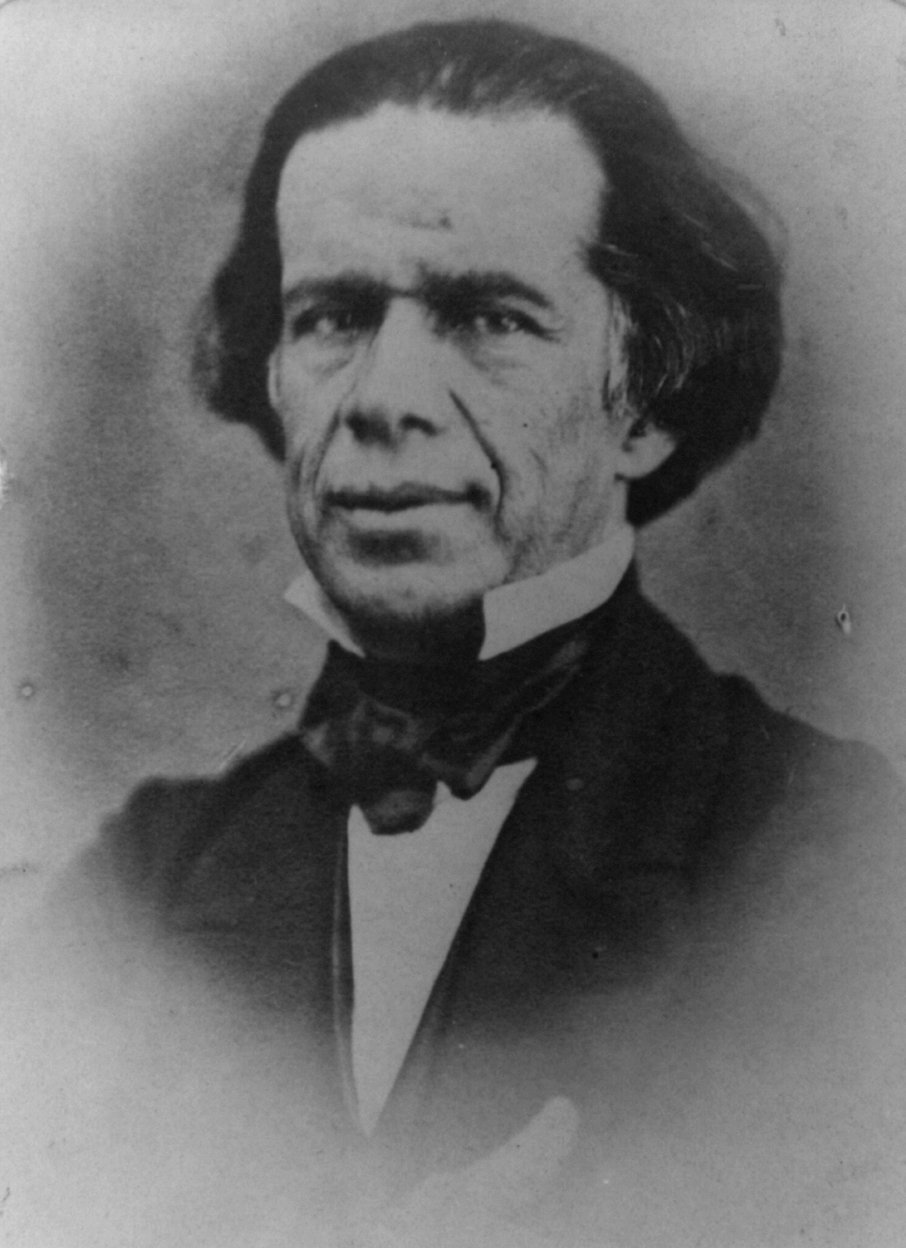
Fotografia de Melchor Ocampo.

Melchor Ocampo (Maravatio, 5 de janeiro de 1814 — Tejepi del Río, 3 de junho de 1861) foi um radical liberal, advogado, cientista e político mexicano. Ele era profundamente anticlerical e possivelmente ateu, tendo seus primeiros trabalhos contra a Igreja Católica Romana no México rendido-lhe uma reputação de ideólogo liberal articulado. Ocampo é comumente considerado sucessor de José María Luis Mora, um dos primeiros liberais intelectuais da república. Ele serviu na administração de Benito Juárez e negociou um tratado controverso com os Estados Unidos, o Tratado McLane-Ocampo.
Seu estado natal, Michoacán de Ocampo, foi em 1874 renomeado em sua homenagem.